# Apolania segmentata
Apolania segmentata är en spindelart som beskrevs av Simon 1898. Apolania segmentata ingår i släktet Apolania och familjen Ctenidae.
Artens utbredningsområde är Seychellerna. Inga underarter finns listade i Catalogue of Life.